# Allene Jeanes
Allene Rosalind Jeanes (Waco, 19 de julio de 1906-Urbana, 11 de diciembre de 1995) fue una investigadora química estadounidense cuyos estudios se centraron principalmente en los carbohidratos y el desarrollo del dextrano, una sustancia que se utilizó para reemplazar el plasma en la guerra de Corea. Miembro de la American Chemical Society, Jeanes publicó más de sesenta trabajos y recibió diez patentes. Primera mujer en recibir el Premio al Servicio Distinguido otorgado por el Departamento de Agricultura en 1953.

## Biografía

### Primeros años y educación
Jeanes nació el 19 de julio de 1906 en Waco, Texas. Era hija de Viola Herring y Largus Elonzo Jeanes, guardagujas y más tarde jefe de patio del St. Louis Southwestern Railway. Se graduó de licenciatura en Química en la Universidad de Baylor con un título summa cum laude en 1928, y obtuvo una maestría en Química orgánica de la Universidad de California en Berkeley en 1929.
Trabajó como profesora de Ciencias en Athens College en Athens, Alabama, de 1930 a 1935. Luego ocupó un puesto como instructora de Química en la Universidad de Illinois. Obtuvo su doctorado en Química orgánica de la Universidad de Illinois en 1938, después de realizar trabajos de investigación con Roger Adams. En esta época son pocas las mujeres que desarrollaban una carrera en esta especialidad de la investigación en carbohidratos.

### Carrera
Jeanes fue becaria de investigación de las industrias del maíz para el National Institutes of Health (NIH) con Claude Hudson y trabajó en la Oficina Nacional de Normas con Horace S. Isbell. Se unió a Roy L. Whistler como investigadora química en 1941, en el Laboratorio de Investigación de la Región Norte (NRRL) del Departamento de Agricultura de los Estados Unidos en Peoria, Illinois, que se centraba en encontrar nuevos usos para el maíz, el trigo y los subproductos de desechos agrícolas.  y losTrabajó allí hasta su jubilación en 1976. Se le atribuye «un papel prominente en hacer que el NRRL sea un centro de clase mundial para la ciencia aplicada a los carbohidratos».
Su área de investigación eran los polisacáridos naturales, incluidos el almidón (que se encuentra en el trigo, el maíz, el arroz y las papas), la celulosa (que se encuentra en el algodón, la madera y el papel) y el dextrano. Jeanes pudo aislar bacterias productoras de dextrosa de muestras de cerveza de raíz contaminada con bacterias suministradas por una compañía local de Peoria. Este descubrimiento fue la base para el desarrollo de un proceso de producción en masa de dextrano y su uso en un expansor del plasma sanguíneo. Este sustituto del plasma fue utilizado por personal médico en las guerras de Corea y Vietnam. Como resultado de su trabajo fue la primera mujer en recibir el Premio al Servicio Distinguido otorgado por el Departamento de Agricultura en 1953. También recibió la Medalla Garvan en 1956.
En la década de 1950 Jeanes también lideró el equipo que desarrolló la goma xantana. Otro polisacárido sintetizado por la bacteria Xanthomonas campestris, esta goma actúa como un emulsionante y estabilizador, por lo cual evita que los alimentos como los aderezos para ensaladas que contienen aceite y vinagre se separen, o en sustitutos de huevo y previene la formación de cristales de hielo en los productos helados. Es utilizado también en las industrias petrolera y cosmética. No solo obtuvo el descubrimiento además la forma de producirlo en grandes cantidades.
Fue miembro de la American Chemical Society, de la Sigma Xi y de la Iota Sigma Pi.

### Muerte
Desde su jubilación siguió colaborando con proyectos del NRRL y brindando sus conocimientos a jóvenes investigadores. Falleció el 11 de diciembre de 1995 en Urbana, Illinois.

## Premios y reconocimientos
- 1953 - Distinguished Service Award del Departamento de Agricultura de los Estados Unidos.[1][9]
- 1956 - Medalla Garvan de la American Chemical Society.[1][9]
- 1962 - Federal Woman’s Service Award de la Comisión de Servicio Civil de los Estados Unidos.[9]
- 1968 - Superior Service Award, para el equipo que estudió la goma xantana, del Departamento de Agricultura de los Estados Unidos.[8][13]
- 1976 - Premio al Logro Industrial en Tecnología Alimentaria.del Instituto de Tecnólogos de Alimentos.[12]
- 1999 - Inducción póstuma al Salón de la Fama de las Ciencias del Agricultural Research Service por sus trabajos en investigación microbiológica que dieron origen a polímeros que salvan vidas hechos de productos agrícolas.[14]
- 2017 - Inducción póstuma al Salón de la Fama de Inventores Nacionales, por sus patentes: Acilación de Dextrano en Formamida y Método de producción de un polisacárido desacetilado alcalino sensible a la sal atípicamente.[15]